# استخراج النفط

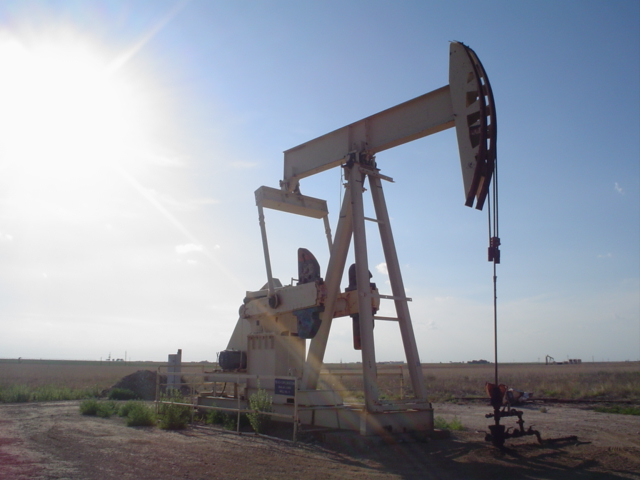
مضخة نفط على بئر نفطي في تكساس

استخراج النفط عملية يُستخرَج فيها النفط من الأرض.

## تحديد مكان حقل النفط
يستخدم علماء الجيولوجيا عمليات المسح الزلزالية للبحث عن البنى الجيولوجية التي يمكن لها تكوين خزانات النفط. ويتمثل الأسلوب «التقليدي» هنا في إحداث تفجير تحت الأرض في منطقة مجاورة، وملاحظة الاستجابة الزلزالية التي تقدم معلومات حول البنى الجيولوجية الموجودة تحت الأرض . لكن تُستخدَم كذلك في هذا الشأن الأساليب «السلبية»، وهي الأساليب التي تُستمَد فيها المعلومات من الموجات الزلزالية التي تحدث طبيعيًا.
هناك أدوات أخرى أيضًا تُستخدَم أحيانًا للبحث عن البترول، مثل أجهزة قياس الجاذبية الأرضية وأجهزة قياس المغناطيسية. يبدأ استخراج النفط الخام طبيعيًا بحفر الآبار في الخزان الأرضي. وعند التوصل إلى بئر النفط، سيلاحظ وجوده عالم جيولوجي (الذي يُعرَف على منصة النفط باسم «مسجل بيانات عينات الطين»). يجلس هذا المسجل على المنصة. قديمًا في الولايات المتحدة، كانت بعض حقول النفط تتواجد حيث يصعد النفط طبيعيًا إلى السطح، لكن معظم هذه الحقول اُستنفدت لفترة طويلة، فيما عدا بعض الأماكن في ألاسكا. وعادةً ما تُحفَر العديد من الآبار (المعروفة باسم الآبار متعددة الأطراف) في نفس الخزان، وذلك لضمان قابلية معدل الاستخراج للبقاء على نحو اقتصادي. وقد تُستخدَم أيضًا بعض الآبار (الآبار الثانوية) لضخ الماء، أو البخار، أو الأحماض أو أنواع خليط الغازات المتعددة في الخزانات لرفع ضغط الخزان أو الحفاظ عليه، ومن ثم الحفاظ على معدل الاستخراج الاقتصادي.

## الحفر
```
راجع: 
حفار بترول
```

يتم إنشاء بئر النفط عن طريق حفر ثقب طويل في الأرض باستخدام منصة النفط. ويوضَع أنبوب فولاذي (غطاء) في الحفرة لإضفاء تكامل هيكلي على حفرة البئر التي حُفِرت مؤخرًا. تُصنَع بعد ذلك الثقوب في قاعدة البئر لتمكين النفط من المرور إلى الحفرة. وأخيرًا، توضع مجموعة من الصمامات تُعرَف باسم «شجرة الكريسماس» في الأعلى، وهي الصمامات التي تعمل على ضبط الضغط والتحكم في التدفقات. كما يمكن أن تختلف تقنيات الاستخراج باختلاف عمق ومكان البئر وقد يحتاج الأمر لاستخدام تقنية الغمر.

## استخراج النفط

### الاستخلاص الأولي
في مرحلة الاستخلاص الأولي، يحدث تحفيز الخزان نتيجة عدد من الآليات الطبيعية. وتشمل هذه الآليات: وضع ماء طبيعي بدلاً من النفط في البئر، ونشر الغاز الطبيعي أعلى الخزان، ونشر الغاز الذي كان ذائبًا في البداية في النفط الخام، وتصريف الجاذبية الناتجة عن حركة النفط داخل الخزان من الأجزاء العلوية إلى الأجزاء السفلية حيث تقع الآبار. ويبلغ عامل الاستخلاص في مرحلة الاستخلاص الأولي عادةً 5-15%.
رغم أن الضغط تحت سطح الأرض في خزان النفط يكون كافيًا لدفع الزيت إلى السطح، ينبغي وضع تركيب معقد من الصمامات (شجرة الكريسماس) عند فوهة البئر لتوصيله بشبكة خطوط أنابيب للتخزين والمعالجة. وتُستخدَم أحيانًا المضخات، مثل المضخات العمودية والمضخات الغاطسة الكهربائية (ESP)، في جلب النفط إلى السطح؛ وتُعرَف هذه المضخات بآليات الرفع الصناعية.

### الاستخلاص الثانوي
على مدار عمر البئر، ينخفض الضغط، وعند الوصول إلى مرحلة معينة، يصبح الضغط الأرضي غير كافٍ لدفع النفط إلى السطح. وبعد تراجع ضغط الخزان الطبيعي، يتم تطبيق أساليب الاستخلاص الثانوي. تعتمد هذه الأساليب على إمدادات الطاقة الخارجية إلى الخزان في صورة حقن السوائل لزيادة ضغط الخزان، وبالتالي استبدال دفع الخزان الطبيعي بدفع صناعي، أو زيادة هذا الدفع الطبيعي. تزيد أساليب الاستخلاص الثانوي ضغط الخزان عن طريق حقن الماء، وإعادة حقن الغاز الطبيعي والرفع الغازي، الذي يحقن هواء، أو ثاني أكسيد الكربون أو غيره من الغازات الأخرى إلى أسفل بئر نشط، مما يقلل من الكثافة الكلية للسائل في حفرة البئر. يبلغ عامل الاستخلاص عادةً في عمليات تدفقات الماء نحو 30%، حسب خصائص النفط وصخور الخزان. وفي المتوسط، يتراوح عامل الاستخلاص بعد عمليات استخلاص النفط الأولية والثانوية ما بين 35 و45%.